# ナンブワチガイソウ
ナンブワチガイソウ（南部輪違草、学名：Pseudostellaria japonica）は、ナデシコ科ワチガイソウ属の多年草。別名、ナンブワチガイ、マンシュウワチガイ。

## 特徴
小型の多年草。根は紡錘状に肥厚したものが1個ある。茎は直立または斜上し、高さ7-20cmになり、1-2列の下向きになる長い毛が生える。葉は無柄でまばらに対生し、下部の葉は長いへら形で、長さ1.5-4cm、幅0.3-0.7cmになり、基部は細まり葉柄状になる。上部の葉は卵形で、長さ1.5-5cm、幅0.6-2cmになり、先は鋭頭で両面と縁に短毛または長毛が生える。
花期は5-6月。花の径は約1cm、1-4個が茎先または上部の葉腋につく。花柄は細く長さ1-4cmになり、1-2列の毛が生える。萼片は4-5個あり、披針形から卵形になり長さは2.5-6mm、先端は鋭頭または鈍頭になり、背面と縁に毛が生える。花弁は白色で4-5個あり、倒卵形で長さ4-7mm、先端は浅く2裂する。雄蕊は8-10個あり、葯は暗赤褐色になる。花柱はふつう3個ある。果実は蒴果となり、やや球形で径は約5mm。種子は褐色で、扁円形から腎円形で扁平、径約2mmで円錐状突起がある。
下部の葉腋に少数の閉鎖花がつく。閉鎖花は雌性で、雄蕊は退化している。

## 分布と生育環境
日本では本州（岩手県、宮城県、福島県、栃木県、茨城県、長野県）に分布し、山地の夏緑林の林内や林縁に生育する。
国外では朝鮮半島、中国大陸（河北省、黒龍江省、吉林省、遼寧省、内モンゴル自治区）、ロシア（極東地方、シベリア）に分布する

## 名前の由来
ナンブワチガイソウのナンブは、「南部」で、岩手県の旧名である南部からつけられた。

## 保全状況評価
- 絶滅危惧II類 (VU)（環境省レッドリスト）

## ギャラリー
- 葉は無柄でまばらに対生する。
- 葉の両面と縁に毛が生える。
- 花弁の先端は浅く2裂する。
- 花は上部の葉腋からもでる。
- 下部の葉腋から閉鎖花がでる。